# Vorwärts-Abwärts
Unter Vorwärts-Abwärts wird die Dehnung des Pferdes nach vorwärts-abwärts während der Arbeit verstanden.
Die Vorwärts-Abwärts-Dehnung ist insbesondere in der Lösungsphase beim Schrittreiten und nach der Arbeit beim Zügel aus der Hand kauen lassen und auch bei der Verwendung von Hilfszügeln von Bedeutung. Vorwärts-Abwärts kann beim Reiten über Bodenricks geübt werden und dient in der Grundausbildung des jungen Pferdes, der Entwicklung von Taktes und Anlehnung.

## Geschichte
In der H. Dv. 12 (1926) kommt dieser Begriff noch nicht vor. Die Begriffe „Vorwärts abwärts“ und „Zügel aus der Hand kauen lassen“ wurden durch den Einfluss des italienischen Ausbildungssystems erstmals in die H. Dv. 12 (1937) aufgenommen.

### Zügel aus der Hand kauen lassen
Das Zügel aus der Hand kauen lassen wurde in die Richtlinien für Reiten und Fahren aufgenommen. Im Aufgabenheft gem. LPO (1986) gibt es die Lektion in den Dressuraufgaben, eine Beschreibung im Kapitel Anforderungen an das Reiten in Dressurprüfungen, wie sie durchzuführen ist, fehlt. Ab der nächsten Ausgabe (1991)  ist die Lektion im Kapitel Anforderungen an das Reiten in Dressurprüfungen enthalten. Es gibt wenige Textstellen, in denen die Weiterentwicklung dieser Lektion von 1937 bis 1945 beschrieben wurde:
„Das richtige Zügel-aus-der-Hand-kauen-Lassen bis zur Schnalle und die wichtige Bodenrick-Ausbildung erreichten und verbesserten die Losgelassenheit, besonders des Rückens […]“.
Bei der erforderlichen Besichtigung der Remonten standen die Bodenrick-Ausbildung, das richtige Zügel-aus-der-Hand-kauen-Lassen bis zur Schnalle durch Treiben der gelösten Pferde in Schritt, Trab und Galopp zum Verbessern der Dehnungsbereitschaft als Kriterium für richtige Ausbildung im Vordergrund.“. Über den Ablauf der gefürchteten Remonte-Besichtigung berichtete Paul Stecken: „Wer bei zehn bis zwölf Remonten im Galopp auf zwei Zirkeln die Zügel bis zur Schnalle rauskauen lassen konnte, mindestens zwei bis drei Runden weiter galoppieren ließ, die Pferde bei gleichmäßigem Abständen zum Sitzen und Treiben kommen lassen konnte – die Pferde mit tiefer langer Nase – dessen Besichtigung war ein voller Erfolg."
Über die maximale Tiefe der Streckung gibt es widersprüchliche Textstellen. Vielfach ist Maulspalte auf Höhe Buggelenk als maximale Tiefe zu finden. In den Richtlinien für Reiten und Fahren findet sich im Kapitel Lösungsphase (5.1)  aber: „Die Dehnung sollte mindestens so weit erfolgen, dass sich das Pferdemaul etwa auf Höhe des Buggelenks befindet.“ Eine Begrenzung nach unten fehlt inzwischen. Im Aufgabenheft und in den neueren Richtlinien wird gefordert: „Beim Zügel-aus-der-Hand-kauen-Lassen wird das Zügelmaß allmählich nach vorwärts-abwärts bis zur Dehnungshaltung verlängert, ohne dass die Verbindung zum Pferdemaul aufgegeben wird.“  In den Richtlinien (17. Ausgabe zwischen 1973 und  1979, S. 248) steht: „Ein guter Prüfstein für die richtige Arbeit sind nachgebende Zügelhilfen, wobei der Reiter sich die Zügel aus der Hand kauen lässt, um sie anschließend hinzugeben, ohne die treibenden Hilfen aufzugeben.“
Heydebreck schreibt: „Es ist im allgemeinen eine Stellung anzustreben, bei der das Gebiß in Höhe der Hüften des Pferdes steht. Pferde mit weichem Rücken und schwachen Hinterbeinen müssen anfänglich etwas tiefer gestellt werden.“ Paul Stecken forderte aber bis zur Schnalle, das jedoch in Verbindung mit dem passenden Gangmaß. Egon von Neindorff forderte auch das tiefe Zügel aus der Hand kauen lassen. Ein Video eines Schülers von Egon v. Neindorff zeigt dies deutlich.

### Dehnungshaltung
Der Begriff Dehnungshaltung kommt in der H. Dv. 12 nicht vor. In den Richtlinien für Reiten und Fahren wird sie folgendermaßen beschrieben: Beim Zügel-aus-der-Hand-kauen-Lassen wird das Zügelmaß allmählich nach vorwärts-abwärts bis zur Dehnungshaltung verlängert, ohne dass die Verbindung zum Pferdemaul aufgegeben wird. Eine Abbildung zeigt ein Pferd mit Maulspalte auf Buggelenkshöhe. Das steht aber im Widerspruch zu den Ausführungen von Paul Stecken, der ein Zügel aus der Hand kauen lassen bis zur Schnalle mit langer tiefer Nase fordert, sowie die Beschreibung aus den Richtlinien 17. Auflage, bei der eine Aufgabe der Verbindung gefordert wird.

### Definition nach HDV 12/37
Seite 146f: Ein guter Prüfstein für die richtige Arbeit sind nachgebende Zügelhilfen, wobei der Reiter sich die Zügel aus der Hand kauen läßt, ohne die treibenden Hilfen aufzugeben. Das Pferd muß dabei mit nach vorn gedehntem Hals, die Kammlinie leicht nach oben gewölbt, und vorwärts-abwärts gerichteter Nase völlig entspannt dahingehen und darf nicht eiliger treten. Hieran kann man im Vergleich mit den Ausführungen von Paul Stecken, Chef der Reiter-Inspektion an der Kavallerie-Schule erkennen, dass sich nach 1937 die Ausführung der Lektion „Zügel aus der Hand kauen lassen“ in der Kavallerie verändert hat.

### Veränderungen seit den 90er Jahren
Paul Stecken beschreibt es als „Andere Reitweise“. die sich seit Mitte der 90er-Jahre entwickelt hat. In einem Video von Ingrid Klimke kann man die Veränderung des Begriffes Vorwärts-Abwärts sowie die Veränderungen des  Zügel aus der Hand kauen lassen erkennen. In den Richtlinien für Reiten und Fahren wird die in dem Video gezeigte Dehnungshaltung in Kapitel 6.2.4 (Bild) als fehlerhaft bezeichnet. Dazu schreibt Erich Kotzab 2006: Es wird immer postuliert, dass die Arbeit Vorwärts-Abwärts für die Rückenmuskulatur von Vorteil wäre. Einige Pferde finden danach aber nicht mehr zur korrekten Aufrichtung. Man kann sich also nicht oft genug vergegenwärtigen, dass die Arbeit Vorwärts-Abwärts nun einmal die Gefahr in sich birgt, die Wirbel näher aneinander rücken zu lassen. Dadurch entsteht aber ein erhöhtes Risiko der oben beschriebenen Wirbelkompression. Nur wer um die Hintergründe dieses Phänomens weiß, wird diesen Trainingsmodus mit der nötigen Sorgfalt und Vorsicht handhaben können. Man sollte nichts kopieren, was man nicht auch ausreichend verstanden hat.

## Durchführung

### Mit Hilfszügeln
Dreieckszügel ermöglichen dem Pferd, bei korrekter Verschnallung, eine vorwärts-abwärts-Dehnung. Hierfür ist es wichtig, dass der Dreieckszügel zum Gurt gegen herunterrutschten gesichert ist. Erfahrene Ausbilder können den Dreieckszügel bei Korrekturpferden einsetzen. Die Dehnungsbreitschaft wird dadurch gefördert

### In der Lösungsphase
In der Lösungsphase wird das Zügel aus der Hand mehrfach zwischen den verschiedenen Lektionen durchgeführt. Während der Arbeit dient es dazu, die Dehnungsbereitschaft und die Losgelassenheit zu überprüfen. Erst wenn sich das Pferd zu jederzeit, bei gleichbleibendem Tempo, vertrauensvoll an die Hand heran dehnt, kann man sicher sein, dass das Pferd gute Losgelassenheit zeigt.

### Im Schritt
Im Schritt ist, unter anderem, durch die Nickbewegung des Kopfes nach vorwärts-abwärts ein losgelassener Schritt zu erkennen. Der Schritt wird bis zur schweren Klasse M am langen Zügel geritten. Das Pferd kann sich dann mit vorwärts-abwärts gedehntem Hals losgelassen bewegen.

### Zügel aus der Hand kauen lassen
Bei jungen Pferden sollte im ersten Ausbildungsjahr, das Zügel aus der Hand kauen lassen, eingeübt sein. Remonten, bei denen bei der Kavallerie im September mit der Arbeit unter dem Sattel begonnen wurde, sollten es im Dezember im Schritt und Trab zur Kontrolle der Losgelassenheit zeigen können. Im Februar im Schritt, Arbeitstrab und Arbeitsgalopp ebenfalls zur Kontrolle der Losgelassenheit und im Juni bei der Besichtigung sollten sie es in allen drei Gangarten sicher zeigen können und dabei den Hals fallen lassen. Es wurde gefordert, dass die Remonten in allen drei Gangarten beim Zügel aus der Hand kauen lassen den Hals dabei vorwärts-abwärts fallen lassen. Im zweiten Ausbildungsjahr wird das Zügel aus der Hand kauen lassen als lösende Übung in die Arbeit eingebaut.

### Über Bodenricks
Beim Reiten über Bodenricks ist es wichtig, dass die Hand die Dehnung nach vorwärts-abwärts zulässt.

### Bei der Grundausbildung
Während der Grundausbildung beginnt das Pferd sich zunehmend an die Hand nach vorwärts-abwärts zu dehnen. Dies ist ein Zeichen für eine vertrauensvolle Verbindung zwischen Reiter und Pferd.

### Zur Taktverbesserung
Ist bei einem Pferd eine Taktverschiebung (Passverschiebung) zu erkennen, so lässt sich diese, unter anderem, dadurch beheben, dass die Nickbewegung nach vorwärts-abwärts ungestört gestattet wird.

### Erarbeitung der Anlehnung
Bei der Erarbeitung der Anlehnung kann die Kopf-Hals-Position im Trab und Galopp, zwischen Dehnungshaltung mit Tendenz nach vorwärts-abwärts und höhere Kopfposition in Richtung Arbeitshaltung wechseln